# Ancistrum laevigatum
Ancistrum laevigatum là loài thực vật có hoa trong họ Hoa hồng. Loài này được (Vahl) Lag. mô tả khoa học đầu tiên năm 1816.